# Stelis foetida
Stelis foetida är en orkidéart som beskrevs av O.Duque. Stelis foetida ingår i släktet Stelis och familjen orkidéer. Inga underarter finns listade i Catalogue of Life.